# Crkveni oci
Crkveni oci su ugledni kršćanski pisci i teolozi iz prvih stoljeća kršćanstva. Crkva je do 4. stoljeća taj pojam primjenjivala isključivo na biskupe, koji su bili oci pojedine mjesne Crkve, a time i oci svakog vjernika rođena na duhovni život u Crkvi. Od 5. stoljeća ovaj pojam se pridaje i svećenicima (npr. sv. Jeronim) i đakonima (npr. sv. Efrem). Poznati su i pod nazivom Crkveni naučitelji. 
Za naslov Crkvenog oca potrebni su određeni uvjeti: svetost života, pravovjerni nauk, drevnost (starina) i odobrenje Crkve. Oblikovali su teologiju na temeljima Svetoga pisma. Odlikovali su se uzornim životom i svetošću. Neki od njih se slave kao sveci. Život i književnu djelatnost starih crkvenih otaca proučava patrologija. 

## Apostolski oci
Apostolski oci su najraniji crkveni oci, koji su živjeli unutar dvije generacije nakon Isusovih apostola. Među njih se ubrajaju papa Klement I., sv. Ignacije Antiohijski i sv. Polikarp iz Smirne. Među spise apostolskih otaca uvrštavaju se spisi Herma Pastir i Didakhe, ali nije im poznat autor.

## Grčki crkveni oci
Grčki crkveni oci su kršćanski oci, koji su pisali na grčkome jeziku. Četiri velika grčka crkvena oca su: sv. Bazilije Veliki, sv. Grgur Nazijanski, sv. Ivan Zlatousti i sv. Atanazije Aleksandrijski. Među ostalima su: sv. Irenej Lionski, sv. Klement Aleksandrijski, Ćiril Aleksandrijski i dr.

## Latinski crkveni oci
Latinski crkveni oci su kršćanski oci, koji su pisali na latinskom jeziku. Četiri velika latinska crkvena oca su: sv. Ambrozije, sv. Augustin, sv. Jeronim i sv. Grgur Veliki. Ostali su Tertulijan i sv. Ciprijan.

## Apologetski oci
Apologetski oci ili apolegeti branili su kršćanske vjerske doktrine. Odgovarali su na kritike filozofa. Među najvažnijima su: sv. Justin Mučenik, sv. Atenagora i Tacijan Sirski.

## Pustinjski crkveni oci
Živjeli su u prvim samostanima u egipatskoj pustinji. Premda nisu puno pisali, njihov utjecaj je velik. Među najvažnijima su: sv. Antun Pustinjak, sv. Pahomije i sv. Efrem.

## Vanjske poveznice

### Sestrinski projekti
|  | Zajednički poslužitelj ima još gradiva o temi Crkveni oci |

### Mrežna mjesta
- LZMK / Hrvatska enciklopedija: crkveni oci
- LZMK / Proleksis enciklopedija: crkveni oci